# ثقافة سرية

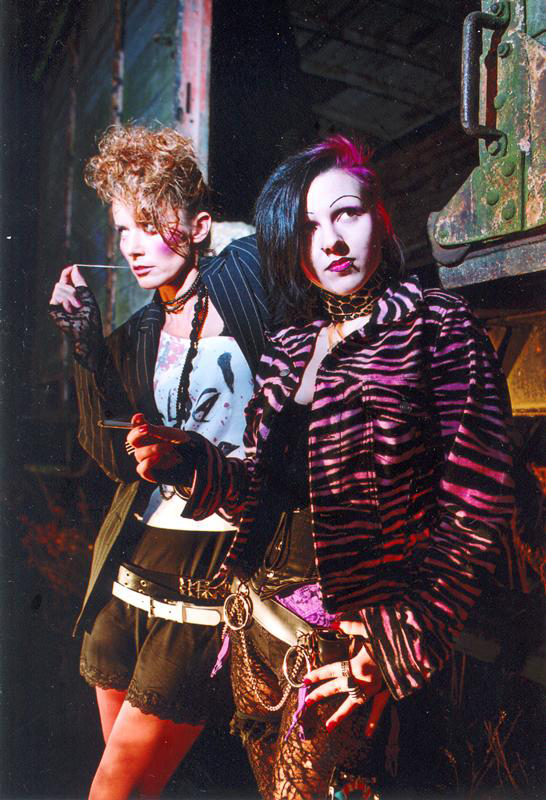
فتيات يرتدين موضة البانك

الثقافة السرية أو ثقافة سرية تحت أرضية (بالإنجليزية: Underground culture)‏(1) هو مصطلحٌ لوصف الثقافات البديلة [الإنجليزية] المُختلفة التي تعتبر نفسها مختلفةً عن الاتجاه السائد للمجتمع والثقافة، أو يعتبرها الآخرون كذلك. تستخدم كلمة (Underground) والتي تعني حرفيًا «تحت الأرض»؛ لأنَّ هناك تاريخًا لحركات المقاومة في ظل الأنظمة القاسية، حيث استُخدم مصطلح (Underground) للإشارة إلى السّرية الضرورية للمقاومين.
مثلًا كانت السكك الحديدية تحت الأرض تمثل شبكةً من الطرق السرية التي حاول العبيد الأفارقة في الولايات المتحدة في القرن التاسع عشر الهروب عبرها إلى الحرية. أُعيد إحياء عبارة «السكك الحديدية تحت الأرض» وتطبيقها في الستينيات على شبكة واسعة من مجموعات الاستشارة والمنازل المستخدمة لمساعدة المتهربين من التجنيد في حقبة فيتنام، بهدف مساعدتهم على الهروب إلى كندا، كما طُبقت أيضًا في السبعينيات على الحركة السرية لالأشخاص والبضائع بواسطة حركة الهنود الأمريكيين [الإنجليزية] داخل وخارج أراضي محميات الأمريكيين الأصليين المحتلة.
منذ ذلك الوقت، أصبح المُصطلح يشير إلى ثقافاتٍ فرعيةٍ مُختلفة مثل هيبيز، بانك، تكنو، هيب هوب بديل.

## الهوامش
- «1»: الثقافة السرية أو ثقافة سرية تحت أرضية (بالإنجليزية: Underground culture)‏ يمكن تسميتها أيضًا ثقافة باطنية أو ثقافة تحت الأرض أو ثقافة ما تحت الأرض.[بحاجة لمصدر]